# Updorfer Leide
Die Updorfer Leide ist ein Schloot auf dem Gebiet von Updorf, einem Ortsteil des Wittmunder Ortsteils Willen im Landkreis Wittmund in Ostfriesland. Er entspringt in Updorf und mündet rund 600 Meter südlich in die Harle.